# Diócesis de Ilhéus
La diócesis de Ilhéus (en latín: Dioecesis Ilheosen(sis) y en portugués: Diocese de Ilhéus) es una circunscripción eclesiástica latina de la Iglesia católica en Brasil, sufragánea de la arquidiócesis de San Salvador de Bahía. La diócesis tiene al obispo Giovanni Crippa, I.M.C. como su ordinario desde el 11 de agosto de 2021. 

## Territorio y organización
La diócesis tiene 10 966 km² y extiende su jurisdicción sobre los fieles católicos de rito latino residentes en 26 municipios del estado de Bahía: Ilhéus, Almadina, Aurelino Leal, Barra do Rocha, Camamu, Coaraci, Gandu, Gongogi, Governador Lomanto Júnior, Ibirapitanga, Ibirataia, Igrapiúna, Ipiaú, Itacaré, Itajuípe, Itamari, Itapitanga, Ituberá, Maraú, Nova Ibiá, Piraí do Norte, Teolândia, Ubaitaba, Ubatã, Uruçuca y Wenceslau Guimarães.
La sede de la diócesis se encuentra en la ciudad de Ilhéus, en donde se halla la Catedral de San Sebastián.
En 2019 en la diócesis existían 40 parroquias.

## Historia
La diócesis fue erigida el 20 de octubre de 1913 con la bula Maius animarum bonum del papa Pío X, obteniendo el territorio de la arquidiócesis de San Salvador de Bahía.
El 21 de julio de 1962 cedió parte de su territorio para la erección de la diócesis de Caravelas (hoy diócesis de Teixeira de Freitas-Caravelas) mediante la bula Omnium Ecclesiarum del papa Juan XXIII.
El 7 de noviembre de 1978 cedió otra parte de su territorio para la erección de la Itabuna mediante la bula Benignissimo Dei consilio del papa Juan Pablo II.

## Estadísticas
De acuerdo al Anuario Pontificio 2020 la diócesis tenía a fines de 2019 un total de 552 200 fieles bautizados.
| Año                                                                             | Población            | Población | Población      | Sacerdotes | Sacerdotes    | Sacerdotes    | Bautizados por sacerdote | Diáconos permanentes | Religiosos | Religiosos | Parroquias |
| Año                                                                             | Bautizados católicos | Total     | % de católicos | Total      | Clero secular | Clero regular | Bautizados por sacerdote | Diáconos permanentes | Varones    | Mujeres    | Parroquias |
| ------------------------------------------------------------------------------- | -------------------- | --------- | -------------- | ---------- | ------------- | ------------- | ------------------------ | -------------------- | ---------- | ---------- | ---------- |
| 1950                                                                            | 644 800              | 650 000   | 99.2           | 29         | 20            | 9             | 22 234                   |                      | 9          | 37         | 37         |
| 1963                                                                            | 760 000              | 800 000   | 95.0           | 33         | 17            | 16            | 23 030                   |                      | 16         | 50         | 29         |
| 1968                                                                            | ?                    | 1 000     | ?              | 36         | 17            | 19            | ?                        |                      | 19         | 112        | 24         |
| 1976                                                                            | 830 000              | 940 000   | 88.3           | 44         | 20            | 24            | 18 863                   |                      | 25         | 136        | 38         |
| 1980                                                                            | 440 000              | 467 668   | 94.1           | 17         | 10            | 7             | 25 882                   |                      | 8          | 85         | 18         |
| 1990                                                                            | 555 000              | 603 000   | 92.0           | 27         | 21            | 6             | 20 555                   |                      | 6          | 77         | 26         |
| 1999                                                                            | 650 000              | 900 000   | 72.2           | 47         | 44            | 3             | 13 829                   |                      | 3          | 48         | 38         |
| 2000                                                                            | 700 000              | 900 000   | 77.8           | 47         | 43            | 4             | 14 893                   |                      | 6          | 62         | 38         |
| 2001                                                                            | 450 000              | 682 814   | 65.9           | 54         | 50            | 4             | 8333                     |                      | 4          | 60         | 38         |
| 2002                                                                            | 483 305              | 690 436   | 70.0           | 56         | 51            | 5             | 8630                     |                      | 6          | 66         | 38         |
| 2003                                                                            | 487 794              | 690 436   | 70.7           | 57         | 50            | 7             | 8557                     |                      | 9          | 68         | 38         |
| 2004                                                                            | 493 179              | 690 436   | 71.4           | 57         | 50            | 7             | 8652                     |                      | 9          | 65         | 38         |
| 2006                                                                            | 493 179              | 690 436   | 71.4           | 56         | 49            | 7             | 8806                     |                      | 12         | 51         | 39         |
| 2013                                                                            | 528 000              | 734 000   | 71.9           | 53         | 48            | 5             | 9962                     |                      | 5          | 43         | 41         |
| 2016                                                                            | 540 400              | 752 000   | 71.9           | 52         | 49            | 3             | 10 392                   | 4                    | 3          | 37         | 40         |
| 2019                                                                            | 552 200              | 768 850   | 71.8           | 55         | 52            | 3             | 10 040                   | 9                    | 8          | 24         | 40         |
| Fuente: Catholic-Hierarchy, que a su vez toma los datos del Anuario Pontificio. |                      |           |                |            |               |               |                          |                      |            |            |            |

## Episcopologio
- Manoel Antônio de Paiva (Payva) † (15 de marzo de 1915-2 de abril de 1929 nombrado obispo de Garanhuns)
- Eduardo José Herberhold, O.F.M. † (30 de enero de 1931-24 de julio de 1939 falleció)
- Felipe Benito Condurú Pacheco † (19 de abril de 1941-7 de febrero de 1946 nombrado obispo de Parnaíba)
- Benedito Zorzi † (3 de agosto de 1946-24 de junio de 1952 nombrado obispo de Caxias do Sul)
- João Resende (Rezende) Costa, S.D.B. † (23 de febrero de 1953-19 de julio de 1957 nombrado arzobispo coadjutor de Belo Horizonte[4])
- Caetano Antônio Lima dos Santos, O.F.M.Cap. † (16 de abril de 1958-19 de diciembre de 1969 renunció)
- Roberto Pinarello de Almeida † (18 de abril de 1970-14 de enero de 1971 renunció)
- Valfredo Bernardo Tepe, O.F.M. † (14 de enero de 1971-5 de julio de 1995 retirado)
- Mauro Montagnoli, C.S.S. (20 de diciembre de 1995-11 de agosto de 2021 retirado)
- Giovanni Crippa, I.M.C., desde el 11 de agosto de 2021